# Даниловка (Коми)
Дани́ловка — деревня в муниципальном районе «Печора» Республики Коми. Входит в состав Приуральского сельского поселения.

## География
Деревня находится на левом берегу реки Печора, на расстоянии примерно 58 км к юго-востоку от города Печора, административного центра района.

### Часовой пояс
Деревня Даниловка, как и вся Республика Коми, находится в часовой зоне МСК (московское время). Смещение применяемого времени относительно UTC составляет +3:00.

## Население
| 2010 |
| ---- |
| 163  |

## Улицы
- ул. Береговая,
- ул. Лесная,
- ул. Центральная[3].